# Scaphochlamys johorensis
Scaphochlamys johorensis là một loài thực vật có hoa trong họ Gừng. Loài này được Yen Yen Sam miêu tả khoa học đầu tiên năm 2015.

## Mẫu định danh
Mẫu định danh: S. Syahida-Emiza FRI 66566; thu thập ngày 23 tháng 7 năm 2009 ở Gunung Belumut, Khu bảo tồn rừng Kluang, bang Johor, Malaysia. Holotype lưu giữ tại Viện Nghiên cứu Rừng Malaysia ở Kepong, Selangor, Malaysia (KEP). Các isotype lưu giữ tại Đại học Malaya ở Kuala Lumpur (KLU) và Vườn Thực vật Singapore (SING).

## Từ nguyên
Tính từ định danh johorensis lấy theo tên bang Johor, nơi loài này được tìm thấy.

## Phân bố
Loài này là đặc hữu bang Johor, miền nam Malaysia bán đảo. Hiện tại nó được tìm thấy trong các rừng khộp (Dipterocarpaceae) vùng đất thấp đến đồi cao, ở cao độ 100–946 m cũng như ở bờ sông, trong khu vực nhiều bóng râm, tại các khu bảo tồn rừng Kluang, Lenggor và khu bảo tồn rừng rậm nhiệt đới Virgin.

## Mô tả
Cây thảo thân rễ lâu năm, cao 30–50 cm. Thân rễ đường kính 4–7 mm, bò lan ngang gần mặt đất. Các chồi nối tiếp nhau mọc thành cụm, các cụm lỏng lẻo gồm 2-5 chồi lá, thường cách nhau dưới 1,5 cm. Bẹ không phiến lá 1–2, lớn nhất dài 6,5–9 cm, với lông dài mịn che phủ rậm, màu tía đỏ nhạt khi non, chuyển thành xanh lục, bền tới khi nở hoa, bao quanh cụm hoa và cuống lá. Lá 1 mỗi chồi, hiếm khi 2; bẹ dài 2,5–4 cm, rộng tới 5 mm, như màng, có lông; lưỡi bẹ dài ~5 mm, hình tam giác, như màng, có lông; cuống lá cộng bẹ lá dài 6,5–21 cm, có rãnh, rậm lông len màu đồng, đặc biệt khi non; phiến lá 14,3–22(26–32) × 6,8–8,5(10,5–12,5) cm, hình elip đến hình elip rộng, như da dày, nằm ngang, đáy hình nêm đến thon nhỏ dài, đỉnh nhọn, mặt gần trục màu xanh lục sẫm bóng hay xanh lục với 2 dải màu trắng dọc theo mép, nhẵn nhụi, mặt xa trục màu xanh lục nhạt đôi khi ánh tía khi non, rậm lông áp ép dài mịn, đặc biệt dọc theo gân giữa. Cụm hoa dài 7,5–16,5 cm, có lông che phủ kín; cuống cụm dài 2–3(7,5–10,5) cm; cán hoa dài 5,5–6,5 cm, có thể nhìn thấy, gồm 4–7(–10) lá bắc hoa, lỏng lẻo. Lá bắc hoa dài 23–25 mm, hình thuyền với mép cụp trong nhưng không xếp chồng, cứng, như da, màu xanh lục hoặc tía đỏ, rậm lông len, đỉnh nhọn, phần nhọn thẳng đứng. Lá bắc con thứ nhất dài 12–13 mm, gần hình tam giác khi dẹt, 2 gờ sống lưng, mép cụp trong nhưng không xếp chồng, rậm lông len, đỉnh nhọn; các lá bắc con tiếp theo 5–6 × 3–4 mm, dài khoảng một nửa lá bắc con đầu tiên, hình tam giác rộng khi dẹt, 2 gờ sống lưng, có lông. Hoa dài 43–45 mm, màu trắng trừ cánh môi, ít nhất 12 hoa mỗi xim hoa bọ cạp xoắn ốc. Đài hoa dài ~10 mm, hình ống, chẻ một bên ~4 mm tính từ đỉnh, có lông. Ống tràng hoa dài ~24 mm; thùy tràng lưng 14–18 × ~4 mm, thẳng, mép cụp trong, đỉnh có nắp và kết thúc bằng chóp nhọn dài ~2 mm cong về phía trước; các thùy tràng bên 12–15 × ~4 mm, thẳng, đỉnh nhọn có nắp, kết thúc bằng chóp nhọn ngắn. Nhị lép ~12 × 4 mm, hình mác ngược, đỉnh tù, được các lông tuyến che phủ trên mặt gần trục. Cánh môi 17–20 × 15–16 mm, hình trứng ngược, đỉnh 2 thùy, khe hở ~7 mm từ đỉnh, được các lông tuyến che phủ trên mặt xa trục, dải giữa màu vàng với các sọc màu tím ở đáy. Nhị dài ~7 mm; được các lông tuyến che phủ trên mặt xa trục; chỉ nhị dài dưới 1 mm; bao phấn dài ~3 mm, đáy có cựa, nứt dọc; mào bao phấn ~2 × 4 mm, mở rộng và 3 thùy, thùy giữa lớn nhất. Đầu nhụy ~1 × 1 mm, hình phễu, có lông. Bầu nhụy ~2 × 2 mm, có lông, 1 ngăn. Tuyến trên bầu 2, hình chỉ, dài ~3 mm.
S. johorensis giống S. burkillii ở chỗ có lông rậm trên phần lớn các bộ phận của cây. Ngoài ra, cả hai đều có lá bắc hoa hình thuyền, màu xanh lục với các mép cuốn trong. Tuy nhiên, chúng có thể phân biệt được bằng số lượng lá trên mỗi chồi lá. S. johorensis chỉ có 1 lá trên mỗi chồi lá trong khi S. burkillii có 3–4 lá. S. burkillii có bẹ lá rất dài và khác biệt, đôi khi gần như chạm đến phiến lá, một đặc điểm không thấy ở S. johorensis.
Cấu trúc cụm hoa của S. johorensis cũng khác với S. burkillii. S. johorensis có cán hoa kết rất đặc, bao gồm 8–22 lá bắc hoa xếp chồng sát nhau và hoàn toàn che khuất cán hoa. Ngược lại, S. burkillii có cán hoa lỏng lẻo và ít lá bắc hoa hơn (4-7), chúng nằm cách nhau để có thể nhìn thấy cán hoa. Các lá bắc hoa của S. johorensis nhỏ hơn (23–25 mm so với 33–39 mm) nhưng gồm nhiều hoa hơn (trên 12 hoa) trong mỗi xim hoa bọ cạp xoắn ốc so với S. burkilli (4–7 hoa).
Cả S. johorensis và S. burkillii đều được tìm thấy trên Dãy núi Duyên hải phía đông bán đảo Malaysia nhưng sự phân bố của chúng là không cùng khu vực. S. johorensis được ghi nhận tại miền nam bán đảo Malaysia nhưng S. burkillii phân bố xa hơn về phía bắc tại Pahang, với sự chia cắt chúng là các đầm lầy lớn nằm giữa.